# The Fields of Athenry
The Fields of Athenry [ðə fiːldz ɔv æθənˈraɪ] ist ein Lied über die irische Hungersnot zwischen 1846 und 1849, von der auch die Bewohner der Stadt Athenry betroffen waren.

## Inhalt
Das Lied wurde in den 1970er Jahren von dem Iren Pete St. John geschrieben und unter anderen vom irischen Sänger Paddy Reilly aufgenommen, der dem Song 1983 mit 72 Wochen in den irischen Charts zum Durchbruch verhalf. Es erzählt von einem Mann, der Getreide stiehlt, um seine Familie vor dem Hungerstod zu retten, und dafür nach Australien (Botany Bay) deportiert wird. Wehmut, Stolz, Sehnsucht, Heimat finden sich in den Zeilen dieses Liedes wieder. Coverversionen des Lieds wurden unter anderen von den Dubliners und den Dropkick Murphys sowie zahlreichen anderen Künstlern aufgenommen.

## Verwendung im Sport
Es wird außerdem mit mehreren irischen und britischen Rugby- und Fußballmannschaften in Verbindung gebracht, deren Fans es jeweils während der Spiele singen. Darunter sind unter anderen die irische Fußball- sowie Rugby-Nationalmannschaft, Munster Rugby, London Irish und Celtic Glasgow. Eine Abwandlung, Fields of Anfield Road, singen die Fans des englischen Traditionsklubs FC Liverpool.
Das Lied erlangte Aufmerksamkeit, als es von den irischen Fans beim Spiel Spanien gegen Irland der Fußball-Europameisterschaft 2012 gesungen wurde. Beim Spielstand von 4:0 in der 87. Minute – das Ausscheiden der irischen Nationalmannschaft war mit einer Niederlage in diesem Spiel bereits nach zwei von drei Spielen der Vorrunde sicher – ertönte das Lied im Stadion und hielt auch nach dem Abpfiff an. Währenddessen verzichteten die spanischen Fans weitgehend auf eine Anfeuerung ihrer Mannschaft, ebenso schwiegen mehrere Fernsehmoderatoren, unter anderem der ARD-Kommentator Tom Bartels. Ende Juni 2012 wurden die irischen Fans für ihr Verhalten während dieser Europameisterschaft mit einem Sonderpreis der UEFA geehrt.

## Straßenperformance
Die größte Straßenperformance von The Fields Of Athenry fand am 6. Mai 2019 in Athenry mit über 5000 Personen in Begleitung von 118 Tin-Whistle-Spielern statt. Dabei waren die Amazing Apples, The King of Ceili, Matt Cunningham, Deirdre O’Sullivan und Áine McDermott.

## Verwendung in Spielfilmen
- Die Journalistin
- Der Priester
- Der Club der toten Dichter. Dabei handelt es sich um einen Filmfehler, da der Film im Jahre 1959 spielt, Jahre bevor der Text zu dem Lied entstand.
- Desolation – 16 Years of Alcohol
- Heirat nicht ausgeschlossen